# Síran antimonitý
Síran antimonitý je hygroskopická chemická sloučenina se vzorcem Sb2(SO4)3.

## Struktura
Pevný síran antimonitý obsahuje nekonečný žebřík tvořený tetraedry SO4 a trigonálními pyramidami SbO3, ty jsou propojeny vrcholy. Někdy se popisuje jako směsný oxid Sb2O3·3SO3.

## Příprava
Získává se reakcí kovového antimonu, oxidu antimonitého, sulfidu antimonitého nebo chloridu antimonylu s horkou kyselinou sírovou.
2 Sb + 6 H2SO4 → Sb2(SO4)3 + 3 SO2 + 6 H2O

## Využití
Díky své rozpustnosti se využívá pro dopování v polovodičovém průmyslu a při výrobě výbušnin a ohňostrojů.